# Svavelbukig manakin
Svavelbukig manakin (Neopelma sulphureiventer) är en fågel i familjen manakiner inom ordningen tättingar.

## Utseende och läte
Svavelbukig manakin är en stor och gulbrun manakin. Den har längre stjärt och mer upprätt hållning än andra, mindre manakiner. Lätet består av ett nasalt skrattande ljud.

## Utbredning och systematik
Fågelns utbredningsområde är i tropiska östra Peru till norra Bolivia och intilliggande västra Amazonområdet i Brasilien. Den behandlas som monotypisk, det vill säga att den inte delas in i några underarter.

## Levnadssätt
Svavelbukig manakin hittas i låg undervegetation i tät och snårig ungskog, framför allt utmed floder. I områden med tillgång på bambu är den i stort sett begränsad till bambubeståndet.

## Status och hot
Arten har ett stort utbredningsområde, men tros minska i antal, dock inte tillräckligt kraftigt för att den ska betraktas som hotad. Internationella naturvårdsunionen IUCN listar arten som livskraftig (LC).